# شهرستان سنندج

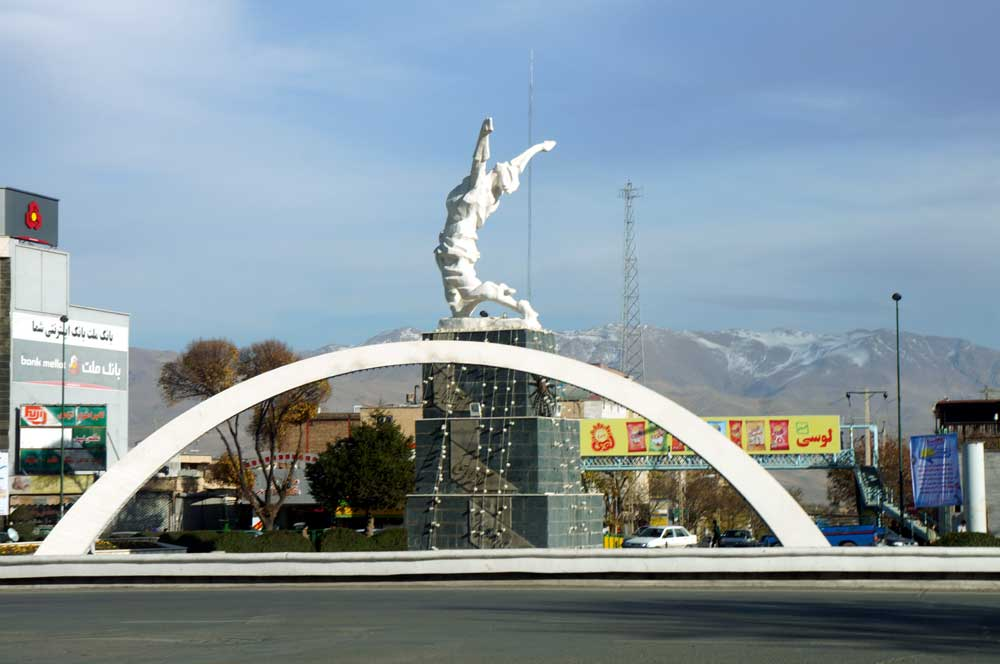
میدان آزادی سنندج

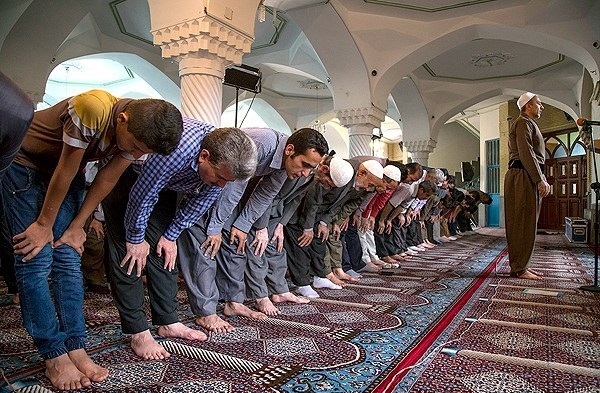
مسجد جامع سنندج

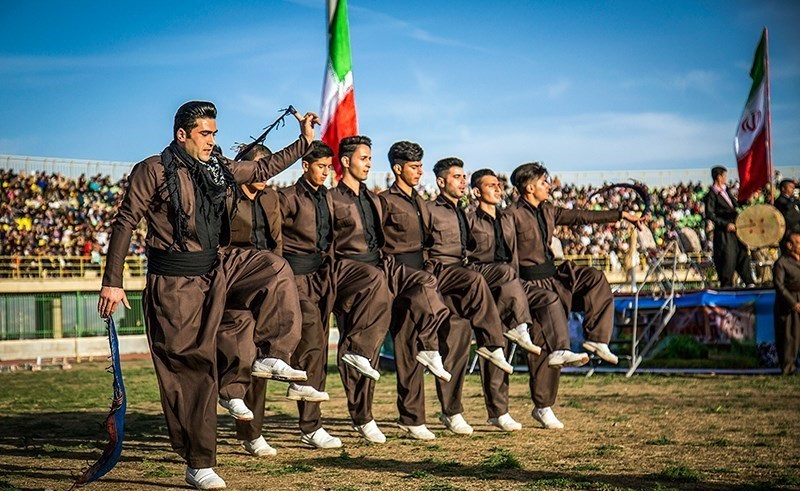
جشن نوروز در استادیوم فوتبال ۲۲ گولان

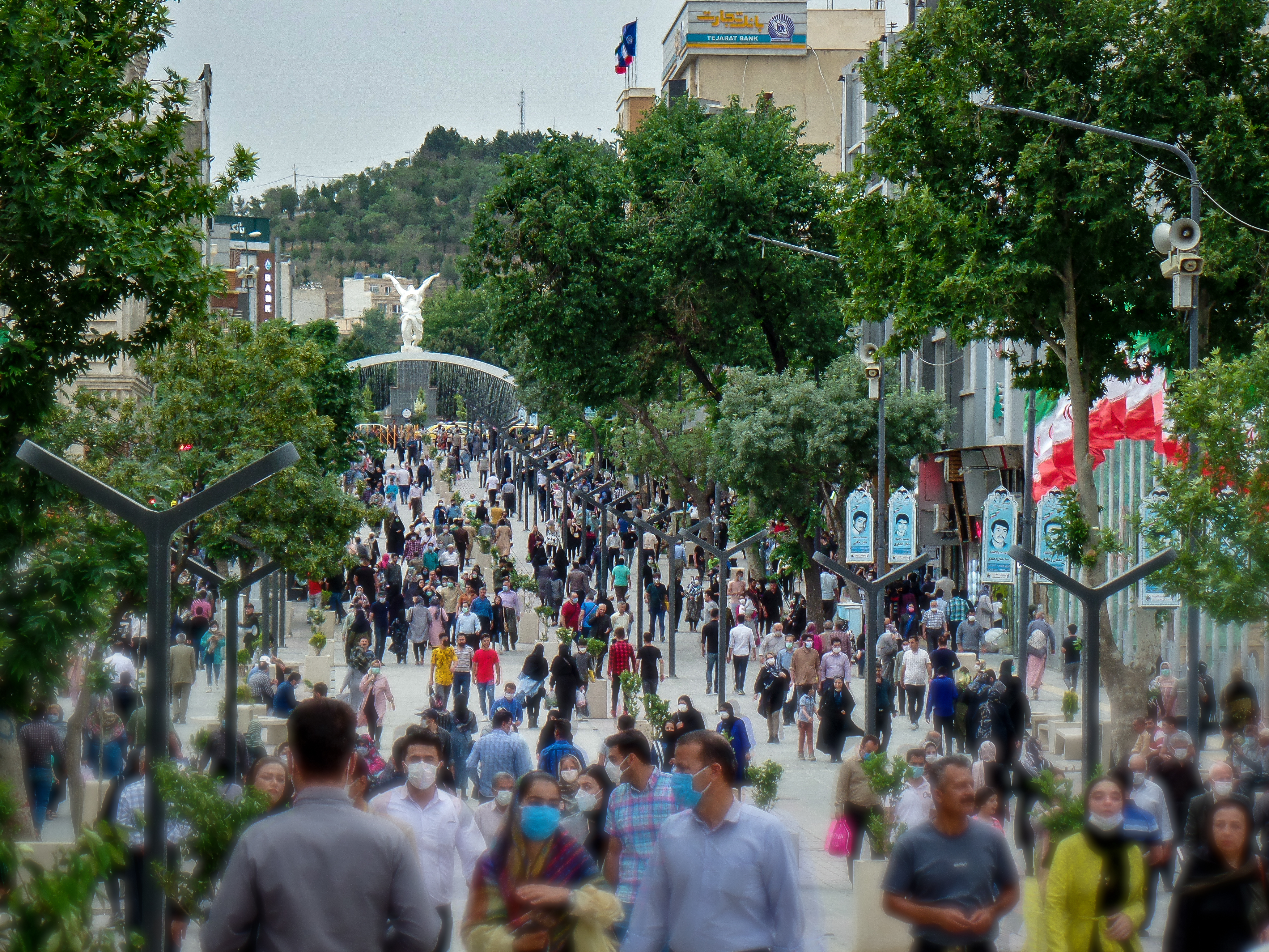
خیابان فردوسی

برخی از مکان‌های مهم شهر سنندج، شامل: مسجد دارالاحسان (مسجد جامع)، عمارت سالار سعید (موزه سنندج)، عمارت آصف وزیری (خانه کرد)، میدان آزادی سنندج، نقش برجسته سنندج، نمایی از آبیدر، پارک ملت سنندج

شهرستان سنندج یکی از شهرستان‌های استان کردستان در غرب ایران است. مرکز این شهرستان شهر سنندج است. این شهرستان در مرکز استان قرار دارد.

## جمعیت
جمعیت این شهرستان بر پایه سرشماری سال ۱۳۹۵، برابر با ۵۰۱٬۴۰۲ نفر بوده‌است.

## تقسیمات کشوری
- بخش مرکزی شهرستان سنندج
  - دهستان آبیدر
  - دهستان آرندان
  - دهستان حومه (سنندج)
  - دهستان نران
  - دهستان سراب قامیش

شهر: سنندج
- بخش کلاترزان
  - دهستان ژاورود غربی
  - دهستان کلاترزان
  - دهستان نگل

شهر: شویشه
- بخش سیروان
  - دهستان ژاورود شرقی
  - دهستان میان‌رود
- بخش حسین‌آباد
  - دهستان حسین‌آباد شمالی
  - دهستان حسین‌آباد جنوبی

شهر: حسین‌آباد